# Le goût des merveilles
Le Goût des merveilles è un film del 2015 diretto da Éric Besnard.
Il film è interpretato da Virginie Efira con Benjamin Lavernhe attore e socio della Comédie-Française.

## Trama
Nel cuore della Drôme, Louise è una giovane vedova che cresce da sola i suoi due figli e cerca di salvare dal tracollo finanziario la casa, i terreni e gli alberi di pere che suo marito tanto amava.
Un giorno investe Pierre, uno sconosciuto dal comportamento insolito, che soffre della sindrome di Asperger. Frequentarlo, anche se comporterà diversi aggiustamenti, cambierà la vita di entrambi.